# Жеротины

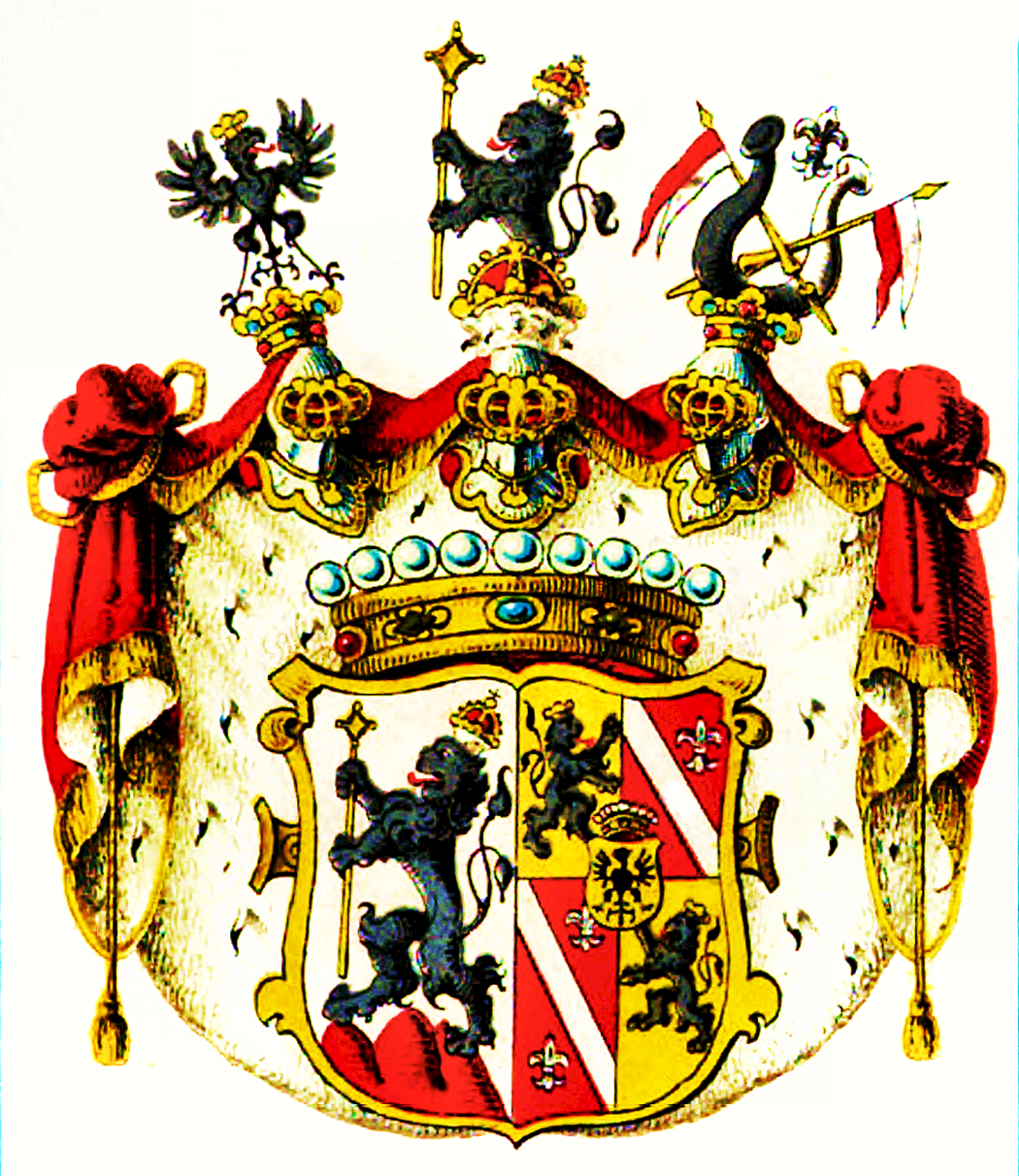
Герб Жеротинов

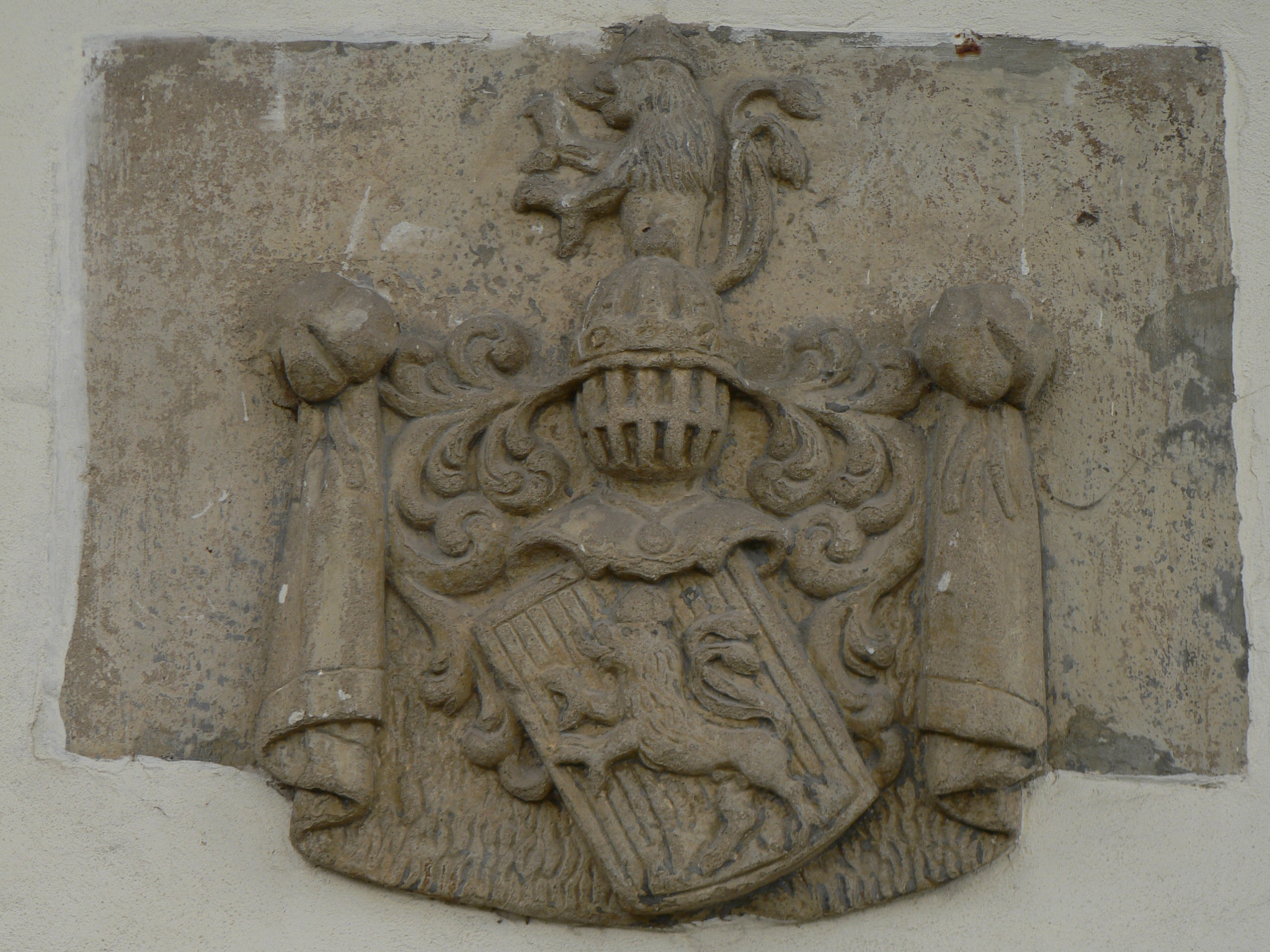
Герб в семейном склепе

Жеротины или Жеротинские (Žerotínové) — один из знатнейших родов Моравии, владельцы местечка Блудов близ Шумперка, которые считали себя Рюриковичами и выводили своё происхождение от загадочного Олега Русского (отсюда — княжеская шапка на их гербе). Последний из Жеротинов умер в 1985 году. 

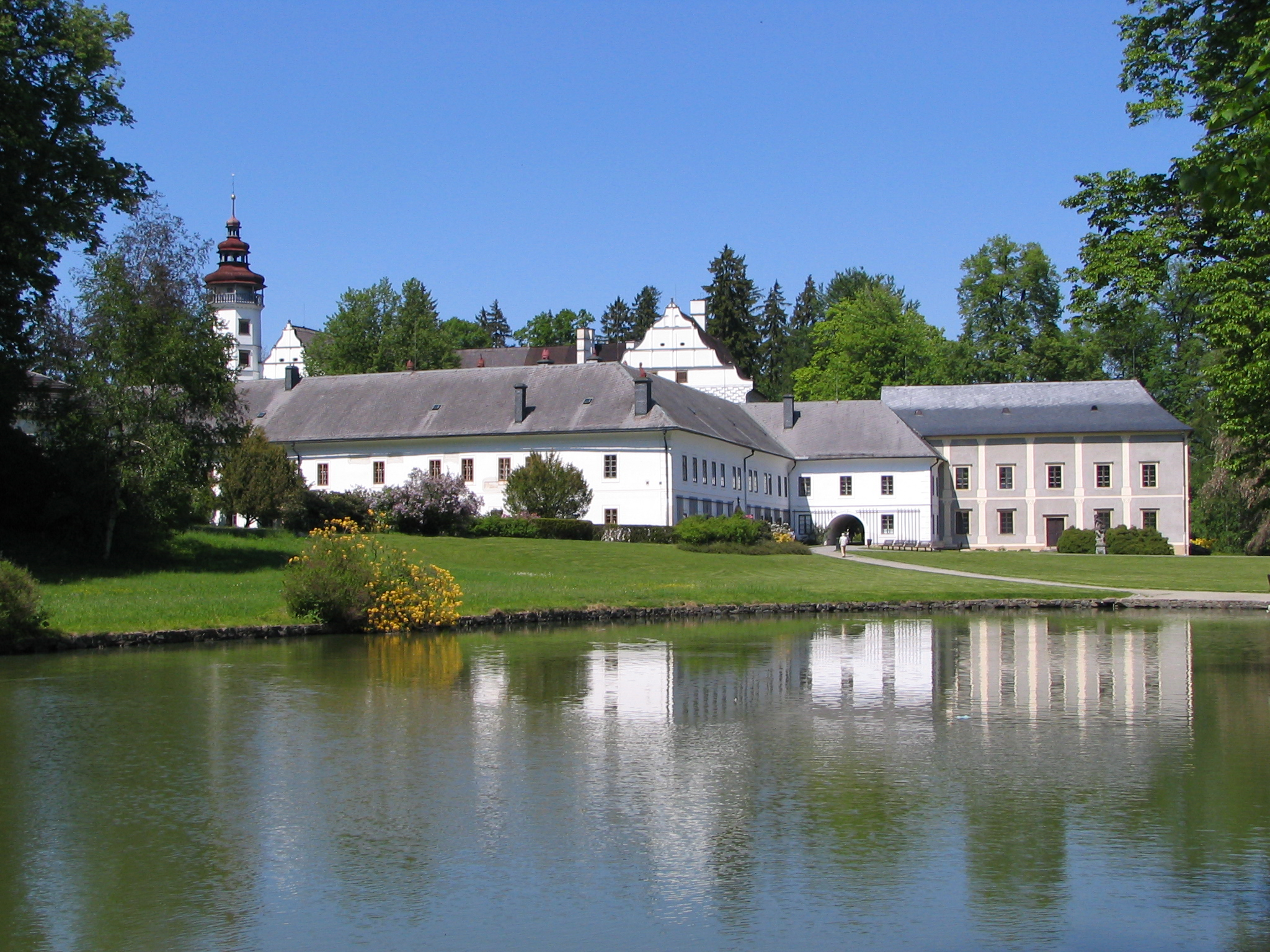
Ренессансная резиденция Жеротинов в Велке-Лосинах

Ещё в XV веке Жеротины играли заметную роль в политике Чешского королевства. Максимальное усиление их позиций пришлось на начало XVII века, когда двоюродные братья, Карел Старший из Жеротина и Вацлав из Жеротина, возглавили движение моравских протестантов против Габсбургов, которое вылилось в Восстание чешских сословий. 
После Белогорской битвы их поместья были конфискованы, а сами они были приговорены к смертной казни и вынуждены бежать за границу. Это подорвало благополучие клана в целом, хотя в 1706 года глава рода всё же был удостоен наследственного титула графа. В России на родство с владельцами Блудова претендовали дворяне Блудовы.